# Fjordlandsvej
Fjordlandsvej er en 4-sporet motortrafikvej med tilhørende højbro (Kronprinsesse Marys Bro), der går over Roskilde Fjord. Den går fra syd for Frederikssund til Landerslev i Hornsherred. Vejen er en del af primærrute 53 og er 9,5 kilometer lang.
Motortrafikvejen skal aflaste den meget trafikerede Kronprins Frederiks Bro, og den tunge trafik mellem Hornsherred og Frederikssund. Motortrafikvejen var indtil 1. januar 2022 brugerbetalt. Det kostede 14 kroner for biler, og 41 kroner for lastbiler at benytte den.
Motortrafikvejen (Fjordlandsvej)  starter i Frederikssundvej og føres derefter syd om Frederikssund og nord for landsbyen Marbæk, hvorefter den passerer Marbækvej i et tilslutningsanlæg med frakørsel til Frederikssund S. Vejen føres derefter som højbro over Roskilde Fjord og videre, hvor den når land ved sommerhusområdet Tørslev Hage i Hornsherred. Derefter forsætter motortrafikvejen syd om landsbyen Tørslev og passerer Ny Landerslevvej i et tilslutningsanlæg med frakørsel til landsbyerne Landerslev og Lyngerup. Motortrafikvejen ender i Skibbyvej syd for Lyngerup.  
Motortrafikvejen åbnede den 30. september 2019.
Den 25. april 2016 tog transport-og bygningsminister Hans Christian Schmidt sammen med Frederikssunds borgmester John Schmidt Andersen fra Venstre samt en borger fra Frederikssund første spadestik til det nye vejanlæg.